# Breteil
Breteil település Franciaországban, Ille-et-Vilaine megyében. Lakosainak száma 3678 fő (2022. január 1.). Breteil Talensac, Montfort-sur-Meu, Bédée, La Chapelle-Thouarault, Cintré, Pleumeleuc és Saint-Gilles községekkel határos.

## Népesség
A település népességének változása:
| Lakosok száma | 833  | 2436 | 2788 | 3289 | 3460 | 3482 | 3584 | 3655 | 3632 | 3678 |
|               | 1968 | 1982 | 1990 | 2006 | 2013 | 2015 | 2017 | 2019 | 2020 | 2022 |